# John Prosky
John Prosky (1962) è un attore statunitense.

## Biografia
Figlio dell'attore Robert Prosky. È apparso in diverse opere televisive, tra cui NYPD - New York Police Department, E.R. - Medici in prima linea, 24, JAG - Avvocati in divisa, Streghe, X-Files, West Wing - Tutti gli uomini del Presidente, Star Trek: Deep Space Nine, The Practice - Professione avvocati, Criminal Minds, Fringe e molte altre. I suoi crediti cinematografici includono Il professore matto, Bowfinger e A.I. - Intelligenza artificiale. Ha anche prestato la voce al videogioco L.A. Noire.

## Filmografia

### Cinema
- Volo 747 - Vendetta ad alta quota (Aurora: Operation Intercept), regia di Paul Levine (1995)
- The Phantom, regia di Simon Wincer (1996)
- Il professore matto (The Nutty Professor), regia di Tom Shadyac (1996)
- Fire Down Below - L'inferno sepolto (Fire Down Below), regia di Félix Enríquez Alcalá (1997)
- Goodbye Lover, regia di Roland Joffé (1998)
- Hard Night (Permanent Midnight), regia di David Veloz (1998)
- Bowfinger, regia di Frank Oz (1999)
- Lost Souls - La profezia (Lost Souls), regia di Janusz Kaminski (2000)
- A.I. - Intelligenza artificiale (A.I. Artificial Intelligence), regia di Steven Spielberg (2001)
- Groom Lake, regia di William Shatner (2002)
- Gods and Generals, regia di Ronald F. Maxwell (2003)
- Un ciclone in casa (Bringing Down the House), regia di Adam Shankman (2003)
- Hulk, regia di Ang Lee (2003)
- La battaglia di Shaker Heights (The Battle of Shaker Heights), regia di Efram Potelle e Kyle Rankin (2003)
- Oceano di fuoco - Hidalgo (Hidalgo), regia di Joe Johnston (2004)
- Last Shot (The Last Shot), regia di Jeff Nathanson (2004)
- La prima volta di Niky (Mini's First Time), regia di Nick Guthe (2006)
- L'altra faccia del diavolo (The Devil Inside), regia di William Brent Bell (2012)
- K-11, regia di Jules Stewart (2012)
- Straight Outta Compton, regia di F. Gary Gray (2015)
- Ouija - L'origine del male (Ouija: Origin of Evil), regia di Mike Flanagan (2016)
- Tutto ciò che voglio (Please Stand By), regia di Ben Lewin (2017)

### Televisione
- L.A. Law - Avvocati a Los Angeles (L.A. Law) – serie TV, un episodio (1990)
- Dream On – serie TV, un episodio (1991)
- Una famiglia come le altre (Life Goes On) – serie TV, un episodio (1991)
- Bob – serie TV, un episodio (1993)
- Quel pasticcione di papà (Something Wilder) – serie TV, un episodio (1994)
- NYPD - New York Police Department (NYPD Blue) – serie TV, 2 episodi (1994-2001)
- My So-Called Life – serie TV, un episodio (1995)
- Identikit nel buio (Sketch Artist II: Hands That See), regia di Jack Sholder – film TV (1995)
- Murder One – serie TV, un episodio (1996)
- Star Trek: Deep Space Nine – serie TV, un episodio (1996)
- Frasier – serie TV, un episodio (1996)
- Chicago Hope – serie TV, 4 episodi (1996-1997)
- Brooklyn South – serie TV, un episodio (1997)
- Michael Hayes – serie TV, un episodio (1997)
- JAG - Avvocati in divisa (JAG) – serie TV, 4 episodi (1997-2004)
- Beverly Hills 90210 – serie TV, 2 episodi (1998)
- Pensacola - Squadra speciale Top Gun (Pensacola: Wings of Gold) – serie TV, un episodio (1998)
- Profiler - Intuizioni mortali (Profiler) – serie TV, un episodio (1999)
- Just Shoot Me! – serie TV, un episodio (1999)
- Moesha – serie TV, un episodio (1999)
- Port Charles – serie TV, 5 episodi (1999)
- The Practice - Professione avvocati (The Practice) – serie TV, 3 episodi (2000)
- West Wing - Tutti gli uomini del Presidente (The West Wing) – serie TV, un episodio (2000)
- Star Trek: Voyager – serie TV, un episodio (2001)
- Stargate SG-1 – serie TV, un episodio (2001)
- Il tocco di un angelo (Touched by an Angel) – serie TV, un episodio (2001)
- Streghe – serie TV, un episodio (2001)
- Giudice Amy (Judging Amy) – serie TV, 2 episodi (2001-2005)
- 24 – serie TV, un episodio (2002)
- Felicity – serie TV, un episodio (2002)
- X-Files (The X-Files) – serie TV, un episodio (2002)
- Becker – serie TV, un episodio (2002)
- Peacemakers - Un detective nel West (Peacemakers) – serie TV, un episodio (2003)
- Oliver Beene – serie TV, un episodio (2004)
- E.R. - Medici in prima linea (ER) – serie TV, 4 episodi (2004)
- Dr. House - Medical Division (House, M.D) – serie TV, un episodio (2004)
- American Dreams – serie TV, 3 episodi (2005)
- The Closer – serie TV, 2 episodi (2005)
- Nip/Tuck – serie TV, un episodio (2005)
- Grey's Anatomy – serie TV, un episodio (2006)
- CSI: NY – serie TV, un episodio (2006)
- Veronica Mars – serie TV, 2 episodi (2006)
- Heroes – serie TV, 2 episodi (2006)
- Crossing Jordan – serie TV, un episodio (2007)
- Medium – serie TV, 10 episodi (2007-2008)
- Febbre d'amore (The Young and the Restless) – serie TV, 6 episodi (2007-2008)
- Boston Legal – serie TV, un episodio (2008)
- Cold Case - Delitti irrisolti (Cold Case) – serie TV, un episodio (2008)
- General Hospital – serie TV, 2 episodi (2008)
- Brothers & Sisters - Segreti di famiglia (Brothers & Sisters) – serie TV, un episodio (2008)
- Eli Stone – serie TV, 2 episodi (2008)
- My Own Worst Enemy – serie TV, un episodio (2008)
- My Name Is Earl – serie TV, un episodio (2008)
- True Blood – serie TV, 6 episodi (2008-2012)
- Eleventh Hour – serie TV, un episodio (2009)
- CSI - Scena del crimine (CSI: Crime Scene Investigation) – serie TV, un episodio (2009)
- Numb3rs – serie TV, un episodio (2009)
- FlashForward – serie TV, 2 episodi (2009-2010)
- The Gates - Dietro il cancello (The Gates) – serie TV, un episodio (2010)
- Law & Order: LA – serie TV, un episodio (2010)
- The Mentalist – serie TV, un episodio (2011)
- The Event – serie TV, 3 episodi (2011)
- Prime Suspect – serie TV, un episodio (2011)
- Luck – serie TV, un episodio (2012)
- NCIS - Unità anticrimine (NCIS) – serie TV, un episodio (2012)
- Last Resort – serie TV, un episodio (2012)
- Private Practice – serie TV, un episodio (2012)
- Fringe – serie TV, un episodio (2012)
- Major Crimes – serie TV, 2 episodi (2012-2015)
- Body of Proof – serie TV, un episodio (2013)
- Touch – serie TV, 3 episodi (2013)
- Revenge – serie TV, un episodio (2014)
- Tyrant – serie TV, episodio pilota (2014)
- Criminal Minds – serie TV, un episodio (2014)
- Agent Carter – serie TV, un episodio (2015)
- Murder in the First – serie TV, un episodio (2015)
- Scandal – serie TV, 4 episodi (2015)
- American Horror Story – serie TV, un episodio (2016)
- The Fosters – serie TV, 2 episodi (2017)
- Law & Order True Crime – serie TV, un episodio (2017)
- Chance – serie TV, 2 episodi (2017)

## Doppiatori italiani
Nelle versioni in italiano delle opere in cui ha recitato, John Prosky è stato doppiato da:
- Ambrogio Colombo in Law & Order: LA, The Mentalist, Body of Proof, Criminal Minds, Ouija - L'origine del male, Perry Mason
- Sergio Di Giulio in CSI: NY, Eli Stone
- Alessandro Ballico in Streghe
- Fabrizio Picconi in 24
- Sergio Lucchetti in X-Files
- Antonio Angrisano in E.R. - Medici in prima linea
- Emidio La Vella in Dr. House - Medical Division
- Giuliano Santi in The Closer (ep. 1x01)
- Domenico Crescentini in The Closer (ep. 1x09)
- Pino Pirovano in Nip/Tuck
- Oreste Baldini in Cold Case - Delitti irrisolti
- Silvio Anselmo in CSI - Scena del crimine
- Enzo Avolio in Luck
- Mino Caprio in Major Crimes (ep. 1x01)
- Pierluigi Astore in Major Crimes (ep. 4x12)
- Dario Penne in Last Resort
- Luca Dal Fabbro in Fringe
- Oliviero Dinelli in Private Practice
- Diego Reggente in Agent Carter
- Mario Scarabelli in Scandal
- Raffaele Palmieri in Found